# Каминаримон
Каминаримон (яп. 雷門, かみなりもん букв. «Врата Грома») — внешние из двух больших врат, ведущих в Сэнсо-дзи (внутренние носят название Ходзомон (яп. 宝蔵門, ほうぞうもん Хо:дзо:мон, букв. «Врата Сокровищницы»)), находятся в квартале Асакуса специального района Тайто, Токио. Врата привлекают туристов своими фонарём и статуями. Их высота составляет 11,7 метра, ширина — 11,4 метра, а занимаемая площадь — 69,3 м².

## История
Врата Каминаримон были построены военачальником Тайра но Киммасой. Изначально они располагались близ Комагаты, но в 1635 году были перенесены на нынешнее место. Считается, что именно тогда были установлены статуи Райдзина и Фудзина. Врата уничтожались множество раз. Через четыре года после переноса на прежнее место ворота Каминаримон сгорели, и в 1649 году сёгун Токугава Иэмицу перестроил их вместе с несколькими другими постройками храма Сэнсо-дзи. Врата сгорали дотла в 1757 и в 1865 годах. Нынешние врата построен в 1960 году.

## Описание
У врат Каминаримон располагаются четыре статуи. С лицевой стороны врат находятся статуи синтоистских богов Фудзина и Райдзина. Фудзин (дословно «бог ветра») стоит в восточной части врат, а Райдзин (буквально «бог грома») расположен по западной части. Оставшиеся две статуи находятся с другой стороны Каминаримон и олицетворяют буддийских богов Тэнрю (яп. 天龍, てんりゅう Тэнрю:, букв. «небесный дракон») на восточной стороне врат и Кинрю (яп. 金龍, きんりゅう Кинрю:, букв. «золотой дракон») на западной стороне.
В центре Каминаримон, над самим проходом сквозь врата, висит большой красный фонарь (яп. 提灯, ちょうちん тё:тин), размеры которого составляют 3,9 метра в высоту и 3,4 метра в ширину, в то время как масса равняется 670 килограммам. В силу своей хрупкости, оригинальный фонарь не сохранился, а его копии заменялись несколько раз, в том числе Коносукэ Мацуситой, основателем Matsushita Electric Industrial Co. (ныне известной как Panasonic), в августе 2003 года в ходе благотворительной акции, посвященной четырёхсотой годовщине начала периода Эдо.
На лицевая стороне фонаря написано название врат, Каминаримон (яп. 雷門), на обратной стороне — официальное название врат, Фурайдзиммон (яп. 風雷神門, ふうらいじんもん Фу:райдзиммон, букв. «Врата Божеств Ветра и Грома»). Вырезанный из дерева дракон украшает нижнюю часть фонаря.
Во время фестивалей, таких как Сандзя-мацури, фонарь разбирают, чтобы у высоких предметов была возможность пройти через врата.
Табличка над фонарем с надписью Кинрю-дзан (яп. 金龍山, きんりゅうざん Кинрю:-дзан) читается справа налево и отсылает к Сэнсо-дзи.